# 허정민
허정민(許正民, 본명: 허준혁, 1982년 11월 11일 ~ )은 대한민국의 배우이다.

## 생애
- 본명은 허준혁으로 12세인 1994년 1월 북아메리카 미국 이민 하고 미국 로스엔젤레스 어린이 연극 배우 데뷔 하고 1995년 한국 서울특별시로 돌아온뒤 통해 SBS 드라마 모래시계를 시작으로 연기를 시작하였다.

- 대표작으로는 SBS TV 드라마 《형수님은 열아홉》이 있다.
- 2008년 단국대학교 연극영화학과에서 학사 학위를 받았다.

- 2000년부터 2001년까지 아이돌 록 밴드 문차일드의 건반을 맡았다.
- 이후 2001년에 문차일드 나머지 멤버 3명으로 새로운 그룹인 엠씨 더 맥스를 결성하면서 본업의 연기자로 돌아왔다.
- 2006년 6월 허정민은 KBS 2TV 월화 미니시리즈 ‘미스터 굿바이’에서 동성애자 ‘로니’역을 연기하였다.
- 극중에서 안재욱의 동생이자 출생의 아픔을 지니고 있는 역할이었다.
- 당시 연기 평단에서는 그를 '한국의 제이크 질렌할'이라고 불렀다.[1]

## 학력
- 정발고등학교
- 단국대학교 연극영화학과 학사

## 경력
- 2000년 ~ 2001년 그룹 문차일드 멤버

## 출연작

### 영화
| 연도 | 제목                  | 역할   | 비고 |
| ---- | --------------------- | ------ | ---- |
| 2005 | 《미스터 소크라테스》 | 구동필 |      |
| 2013 | 《화려한 외출》       | 제이   |      |
| 2017 | 《지워야 산다》       | 종필   |      |
| 2019 | 《너의 여자친구》     | 길용태 |      |
| 2021 | 《간이역》            | 동찬   |      |

### 드라마
| 연도                                              | 방송사                              | 제목                                                   | 역할              | 비고     |
| ------------------------------------------------- | ----------------------------------- | ------------------------------------------------------ | ----------------- | -------- |
| 1995                                              | SBS                                 | 광복50주년특별기획 《모래시계》                        | 어린 강우석       | 24부작   |
| 1996                                              | KBS1                                | 청소년드라마 《신세대 보고 어른들은 몰라요》           |                   |          |
| 1996                                              | SBS                                 | 청소년드라마 《성장느낌 18세》                         |                   |          |
| 1997                                              | SBS                                 | 월화드라마 《여자》                                    |                   |          |
| 1997                                              | MBC                                 | 일일시트콤 《남자 셋 여자 셋》                         | 차민호            | [ 2 ]    |
| 1998                                              | KBS1                                | 대하드라마 《용의 눈물》                               | 성녕대군 이종     | 159부작  |
| 2002                                              | MBC                                 | 월화드라마 《내 사랑 팥쥐》                            | 문승만            | 10부작   |
| 2003                                              | MBC                                 | 월화드라마 《내 인생의 콩깍지》                        | 최은호            | 16부작   |
| 2003                                              | MBC                                 | 일요 로맨스극장 《1%의 어떤 것》                       | 김준현            | 26부작   |
| 2003                                              | SBS                                 | 《오픈드라마 남과여 - 나의 아름다운 아줌마》           |                   |          |
| 2003                                              | MBC                                 | 주말연속극 《회전목마》                                | 이민구            | 58부작   |
| 2004                                              | MBC                                 | 주말연속극 《회전목마》                                | 이민구            | 58부작   |
| 단막극 《MBC 베스트극장 - 액션배우 정맑음》       | MBC                                 | 경욱                                                   |                   |          |
| SBS                                               | 드라마스페셜 《형수님은 열아홉》    | 한강표                                                 | 16부작            |          |
| MBC                                               | 설날특집극 《굿모닝, 공자》         | 고민석                                                 | 단막극            |          |
| MBC                                               | 《MBC 베스트극장 - 옛사랑》         | 어린 허민수                                            | 단막극            |          |
| MBC                                               | 일일시트콤 《논스톱 5》             | 허정민                                                 | [ 3 ]             |          |
| MBC                                               | 일일시트콤 《논스톱 5》             | 허정민                                                 | [ 3 ]             | 2005     |
| MBC                                               | 주말특별기획 《제5공화국》          | 이창수                                                 | 41부작            |          |
| SBS                                               | 드라마스페셜 《루루공주》           | 정민                                                   | 20부작            |          |
| MBC                                               | 일일연속극 《맨발의 청춘》          | 봉천동                                                 | 63부작            |          |
| 2006                                              | KBS2                                | 아침드라마 《그 여자의 선택》                          | 안진모            | 165부작  |
| 2006                                              | KBS2                                | 월화 미니시리즈 《미스터 굿바이》                      | 로니              | 16부작   |
| 2006                                              | MBC                                 | 단막극 《MBC 베스트극장 - 상처》                       | 철구              |          |
| 2006                                              | MBC                                 | 단막극 《MBC 베스트극장 - 엘비스》                     | 오동춘            |          |
| 2007                                              | KBS2                                | 수목드라마 《경성스캔들》                              | 신세기            | 16부작   |
| 2007                                              | MBC                                 | 특집드라마 《향단전》                                  | 방자              | 2부작    |
| 2008                                              | 채널CGV                             | 토요드라마 《리틀맘 스캔들》                           | 정우엽            |          |
| 2008                                              | 채널CGV                             | 토요드라마 《리틀맘 스캔들 2》                         | 정우엽            |          |
| 2011                                              | KBS2                                | 《KBS 드라마 스페셜 - 기쁜 우리 젊은 날》              | 대학생 커플 남    | 특별출연 |
| 2011                                              | KBS2                                | 《KBS 드라마 스페셜 - 82년생 지훈이》                  | 김지훈            |          |
| 2011                                              | MBN                                 | 주말시트콤 《갈수록 기세등등》                         | 허정민            | 36부작   |
| 2012                                              | 채널A                               | 옴니버스 시트콤 《니가 깜짝 놀랄만한 얘기를 들려주마》 |                   |          |
| 2012                                              | KBS1                                | 대하드라마 《대왕의 꿈》                               | 부여 태           | 70부작   |
| 2013                                              |                                     |                                                        |                   |          |
| SBS                                               | 드라마스페셜 《내 연애의 모든 것》  | 서윤기                                                 | 16부작            |          |
| KBS2                                              | KBS 드라마 스페셜 - 《끈질긴 기쁨》 | 경운                                                   | 단막극            |          |
| 2014                                              | EBS1                                | 어린이드라마 《플루토 비밀결사대》                     | 최기찬            | 16부작   |
| 2014                                              | tvN                                 | 금토드라마 《연애 말고 결혼》                          | 이훈동            | 16부작   |
| 2015                                              | MBC                                 | 월화드라마 《빛나거나 미치거나》                       | 양규달            | 24부작   |
| 2015                                              | tvN                                 | 금토드라마 《슈퍼대디 열》                             | 운전자            | 특별출연 |
| 2015                                              | KBS2                                | 일일연속극 《다 잘될 거야》                            | 장진국            | 102부작  |
| 2016                                              | KBS2                                | 일일연속극 《다 잘될 거야》                            | 장진국            | 102부작  |
| tvN                                               | 월화드라마 《또! 오해영》           | 박훈                                                   | 18부작            |          |
| tvN                                               | 2017                                | 월화드라마 《내성적인 보스》                           | 엄선봉            | 16부작   |
| KBS2                                              | 2017                                | 금토드라마 《고백부부》                                | 안재우            | 12부작   |
| 2018                                              | OCN                                 | 월화드라마 《그남자 오수》                             | 오가나            |          |
| 2018                                              | tvN                                 | 월화드라마 《백일의 낭군님》                           | 김수지            |          |
| 2018                                              | JTBC                                | 월화드라마 《뷰티 인사이드》                           | 일일 한세계       | 특별출연 |
| 2018                                              | tvN                                 | 금요드라마 《톱스타 유백이》                           | 남조              |          |
| 2019                                              | tvN                                 | 금요드라마 《톱스타 유백이》                           | 남조              |          |
| 단막극 《드라마 스테이지 - 각색은 이미 시작됐다》 | tvN                                 |                                                        |                   |          |
| MBC                                               | 수목드라마 《하자있는 인간들》      | 박현수                                                 | 32부작            |          |
| 2020                                              | JTBC                                | 월화드라마 《18 어게인》                               | 강교수            | 특별출연 |
| 2021                                              | SBS                                 | 금요드라마 《펜트하우스 3》                            | 허교수            | 특별출연 |
| 2021                                              | KBS2                                | 월화드라마 《연모》                                    | 구별감            |          |
| 2022                                              | KBS2                                | 월화드라마 《미남당》                                  | 최면 수사관       | 특별출연 |
| 2022                                              | tvN                                 | 월화드라마 《멘탈코치 제갈길》                         | 피스톨 박(박현수) | 16부작   |
| 2023                                              | tvN                                 | 월화드라마 《반짝이는 워터멜론》                       | 카페 점장         | 특별출연 |
| 2024                                              | tvN                                 | 월화드라마 《손해 보기 싫어서》                        | 윤태형            |          |

### 뮤지컬
- 2015년 《내 아내에게 애인이 있다》
- 2007년 《가스펠》
- 2006년 《그리스》

### 연극
- 2017년 《운빨로맨스》
- 2017년 《유도소년》
- 2015년 《내 아내에게 애인이 있다》
- 2014년 《수상한 흥신소》
- 2014년 《담배가게 아가씨》
- 2014년 《S다이어리》
- 2013년 《수상한 흥신소》
- 2013년 《담배가게 아가씨》
- 2013년 《S다이어리》
- 2012년 《뉴보잉보잉1탄》
- 2006년 《햄릿》

### 예능
- 2019년 tvN 《뭐든지 프렌즈》- 5회
- 2017년 SBS 《남사친 여사친》
- 2016년 MBC 《미스터리 음악쇼 복면가왕》 - 금의환향 귀성길
- 2019년 KBS 《해피투게더4》 57회
- 2020년 KBS 《해피투게더4》 71,72회

## CF
- 1996년 농심 큰사발 (With 박철순 선수)
- 1997년 베지밀 인펀트

## 음반
- 2001년 사랑하니까 (2집)
- 2000년 Delete (1집)

## 참고 사항
- 본인의 첫 연기활동 작품인[4] SBS 모래시계는 1998년 1월 14일부터 2월 22일까지 수목,토일 4회 재방영됐는데 주말 시간에 재방송될 당시에는 허정민이 성녕대군 역을 맡았던 KBS 1TV 용의 눈물과 맞붙었다.